# Alfred von Tirpitz
Pour les articles homonymes, voir Tirpitz.
Alfred von Tirpitz (en allemand: /ˈalfʁeːt fɔn ˈtɪʁpɪt͡s/, ? Écouter [Fiche]), né le 19 mars 1849 à Küstrin en Prusse et mort le 6 mars 1930 à Ebenhausen en Allemagne, est un militaire et homme politique allemand. Avec le titre de Großadmiral, il est à l'origine de la Marine impériale allemande qui a pris part à la Première Guerre mondiale.

## Biographie

### Origines et débuts
Alfred Tirpitz naît à Küstrin, une localité de la province de Brandebourg. C'est le fils d'un conseiller à la cour de justice prussienne : Rudolf Tirpitz (1811-1905). Il grandit pourtant à Francfort-sur-Oder, à l'est de Berlin. En 1865, à l'âge de seize ans, il intègre la Marine prussienne où il est cadet sur la SMS Thetis, puis sert à l'École navale de Kiel. Il en sort sous-lieutenant en 1869, puis est nommé lieutenant (1872), lieutenant de vaisseau (1875) et Korvettenkapitän (1881).
Le 18 novembre 1884 à Berlin, Tirpitz épouse Maria Auguste Lipke (1860-1941), de onze ans sa cadette, fille de Gustav Lipke (de).

### Grand-amiral et fondateur de la flotte allemande
Le Großadmiral Alfred von Tirpitz est considéré comme le fondateur de la flotte de haute mer allemande. Il s'inscrit dans le Neue Kurs (nouveau cours) allemand : une fois l'unification terminée, il s'agit désormais de s'intéresser à la puissance allemande à l'extérieur de ses frontières. Le but était de créer une flotte qui pourrait être une menace en cas de guerre et qui pourrait servir de base à la Weltpolitik lancée à partir de 1890. Ainsi il en venait à la course aux armements germano-britannique. Des désaccords avec Guillaume II sur l'utilisation de la flotte à la guerre conduisirent le Großadmiral à sa démission du service actif.

### Le plan Tirpitz, instrument de laWeltpolitik

#### Le projet est accepté par le Reichstag
Le 6 décembre 1897, le prince von Bülow, secrétaire d'État aux Affaires étrangères, déclare au Reichstag que « l'Allemagne veut une place au soleil ». Comme le souhaitait Guillaume II, la présence allemande dans les eaux territoriales mondiales devenait urgente, il fallait une flotte digne de ce nom. L'affaire est confiée à Tirpitz. En décembre 1895 déjà, il avait été nommé comme expert pour une étude sur la construction d'une flotte de guerre. Il devient secrétaire d'État à la Marine, au printemps 1897.
L'amiral aspire à convaincre le Reichstag de lui accorder les moyens budgétaires de son projet. Pour cela, sa mission est d'informer le peuple de la nécessité de telles mesures ; le ministère de la Marine devient le centre de la propagande. En mars 1898, le Reichstag vote 400 millions de marks pour la construction de seize gros bateaux de guerre, de garde-côtes et de plusieurs dizaines de croiseurs. À cette époque, la mer devient un enjeu de puissance important en Europe, et l'Allemagne aspire à devenir une grande puissance maritime. Cependant ce n'est qu'en 1889 que le Royaume-Uni renforce la Royal Navy par de grands bateaux.

#### «Une politique mondiale pour tâche, une puissance mondiale pour but, et pour instrument, la flotte» (Guillaume II)

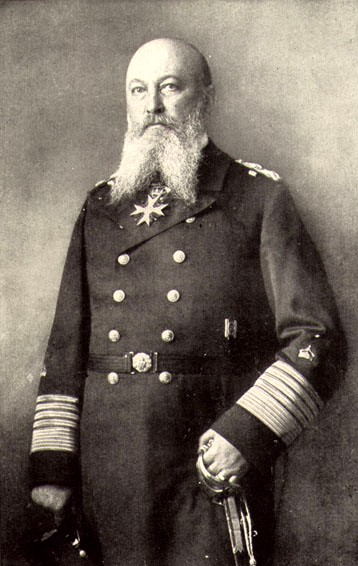
Alfred von Tirpitz (1849-1930) en uniforme de grand-amiral.

En juin 1900, les députés votent une nouvelle loi qui permet d'augmenter les effectifs de la marine : de 6 000 hommes en 1875, ils passent à 35 073 en 1903 et atteignent 80 000 en 1914. À la veille de la Première Guerre mondiale, la flotte allemande est la deuxième du monde avec une capacité totale de 980 000 tonnes. L'ouvrage d'Alfred Thayer Mahan, L'influence du pouvoir maritime dans l'Histoire, est une référence centrale pour toutes les puissances maritimes à cette époque-là. Il estime à vingt ans le temps nécessaire pour s'approprier la mer du Nord alors que Bülow pense plutôt renforcer la paix. Pourtant, le chancelier a reçu l'ordre de satisfaire toutes les conditions nécessaires pour que le plan Tirpitz puisse être réalisé : des années 1880 aux années 1900, l'Allemagne se tient à l'écart des conflits internationaux jusqu'à ce que la flotte soit prête. En parallèle, l'Allemagne marque le début de la seconde révolution industrielle européenne à partir des années 1880, le pays connaît une forte croissance démographique et la nécessité d'ouvrir de nouveaux marchés pour une expansion industrielle.

#### L'Allemagne, pays colonialiste: le rôle de Tirpitz
Le règne de Guillaume II est très favorable à la Weltpolitik (politique mondiale) en rattachant à son nom des colonies : le Cameroun et le Togo en 1884, le Sud-Ouest africain allemand (l’actuelle Namibie) en 1884 et l'Afrique orientale allemande (l'actuelle Tanzanie) en 1885 pour l'exemple africain. Le Kaiser hésite entre construire une flotte de croiseurs, qui permettraient une présence allemande sur toutes les mers du monde ou une flotte de guerre, équipée de bâtiments lourds, pour s'emparer de la mer du Nord aux dépens de la Grande-Bretagne. Tirpitz de son côté, rédige un nouvel ouvrage intitulé : Allgemeine Gesichtspunkte bei der Feststellung unserer Flotte nach Schiftsklassen und Schiftstypen (français : Les points de vue généraux sur l'établissement de notre flotte d'après les types de bateaux). Le Reich s'intéresse également à l'Asie : l'Allemagne est la dernière venue dans cette partie du monde, ici comme ailleurs. À partir de 1884, elle s'établit en Nouvelle-Guinée, puis dans l'archipel Bismarck : elle devient une puissance du Pacifique. C'est à Tirpitz que revient l'initiative d'une installation allemande en Chine. Le 14 novembre 1897, un comptoir est fondé dans la baie de Kiao-Tchéou (Tsingtao, Tsingtau en allemand), et il explique : « Si le commerce allemand devait cesser d'être un intermédiaire porteur des productions anglaises et chinoises, et s'il voulait jeter des produits allemands sur le marché chinois, il lui fallait à lui comme à notre escadre son propre Hong Kong. » (Tirpitz, Mémoires). Cette possession devient ainsi une base pour la flotte de guerre mais également un centre économique et culturel. Au sommet de sa gloire, Tirpitz est anobli par le Kaiser le 12 juin 1900 : il peut désormais s'appeler « Alfred von Tirpitz ».

#### Le réveil de la Grande-Bretagne et la fin du plan Tirpitz

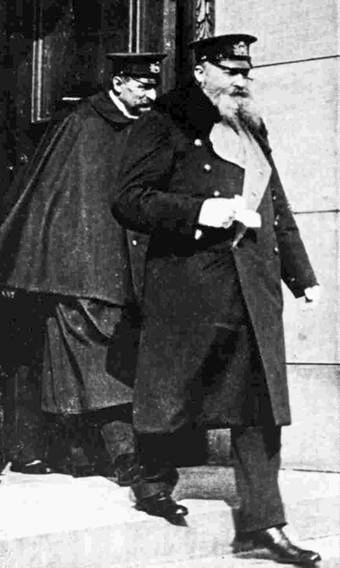
Alfred von Tirpitz, à l'office du Reich à la Marine (1915).

Tirpitz voue à la fois une haine et une admiration profonde pour le voisin britannique. Selon lui, la stratégie des croiseurs est inutile et ne met pas en avant la puissance allemande. Il faut au contraire pour combattre les Britanniques développer une flotte de guerre sans tenir compte de la diplomatie (au contraire de Bismarck) : c'est-à-dire mettre sur pied, avant 1905, deux escadres de huit vaisseaux chacune. Entre 1898 et 1918, la flotte est construite.[pas clair] Pour la Grande-Bretagne, il est hors de question d'attaquer l'Allemagne, mais plutôt d'établir des alliances : avec la France (1904) et avec la Russie (1906). Un vif sentiment anti-allemand se développe. En 1906, la flotte britannique est renouvelée et renforcée. L'Allemagne se rend rapidement compte que le plan Tirpitz n'est qu'une illusion. Tirpitz est nommé grand-amiral d'Allemagne, en 1911. Son plan s'avère insuffisant au début de la guerre, malgré une flotte de 300 vaisseaux, aussi les tensions montent entre le Kaiser et l'Amiral, à partir de 1915. Ce dernier démissionne de son poste de secrétaire d'État à la Marine le 15 mars 1916. En 1917, il fonde avec Wolfgang Kapp le parti nationaliste et pangermaniste Vaterlands Partei. Après la demande d'armistice, le parti compte 1,25 million d'adhérents, à son apogée.
En 1924, Tirpitz est élu député du DNVP (allemand : Deutschnationalen Volkspartei). L'année suivante, il soutient la candidature du maréchal von Hindenburg à la présidence de la République.
Il meurt en 1930 à Ebenhausen, dans la banlieue de Munich, âgé de 80 ans et est enterré au cimetière Waldfriedhof de Munich.
Son nom est donné au cuirassé Tirpitz, lancé en 1939.
De Gaulle dans La discorde chez l'ennemi publié en 1924, le tient pour l'un des principaux responsables de la défaite de l'Allemagne lors de la Première Guerre mondiale. Par ses pressions permanentes, dans et ensuite hors du gouvernement, pour une « guerre sous-marine renforcée » (c'est-à-dire une guerre totale, menée à partir du 1er février 1917), il a conduit à l'entrée en guerre déterminante des États-Unis.

## Cinéma
En 1918 : 
- The Kaiser, the Beast of Berlin avec Mark Fenton.
- To Hell with the Kaiser ! avec George S. Trimble.
- My Four Years in Germany avec William Bittner.
- The Prussian Cur avec Pat Hartigan.

En 1919 : 
- Yankee Doodle in Berlin avec Joseph Belmont.